# Manuel Palomino
Manuel Palomino fue un suboficial de artillería español con participación en la defensa contra las Invasiones Inglesas al Río de la Plata.

## Biografía
Producida la primera invasión inglesa al Río de la Plata, durante el Combate de Perdriel del 1 de agosto de 1806, en el cual las tropas británicas vencieron y dispersaron a una pequeña división de voluntarios de milicias, inferior en número, armamento, organización y entrenamiento, el líder de la resistencia Juan Martín de Pueyrredón sólo contaba con unos cincuenta tiradores, unos 40 voluntarios de caballería armados de lanzas, cuatro viejas carronadas que llegadas poco antes del combate fueron apresuradamente montadas en cureñas de mar utilizando osamentas como cuñas, y dos pedreros.
La escasa artillería comandada por el capitán de marina mercante Francisco Trelles fue ubicada por Pueyrredón en batería en el centro de su dispositivo, protegida por un pequeño grupo de infantes mal armados al mando del cabo Manuel Palomino, contando con unos 24 hombres en total.
Palomino consta posteriormente como Comisario de Artillería. Si bien adhirió (o cuando menos no emigró) a la Revolución de Mayo de 1810, estaba ligado a Martín de Álzaga y se vio involucrado en la llamada Conspiración de Álzaga por lo que fue condenado a dos años de prisión en Rosario (Argentina).